# Major League Baseball 1996
La stagione 1996 della MLB fu l'ultima a disputarsi col formato tradizionale prima dell'introduzione del cosiddetto interleague play ovvero il sistema che prevede gli incontri tra squadre delle due leghe durante la stagione regolare.
L'All-Star Game si è giocato il 9 luglio al Veterans Stadium di Philadelphia ed è stato vinto dalla selezione della National League per 6-0.
Le World Series si sono svolte tra il 20 e il 26 ottobre, si sono concluse con la vittoria dei New York Yankees per 4 partite a 2 sugli Atlanta Braves. Questo è stato il ventitreesimo titolo della storia degli Yankees.

## Regular Season

### American League

#### East Division
| # | Squadra           | Vittorie | Sconfitte | Perc. | Diff. |
| - | ----------------- | -------- | --------- | ----- | ----- |
| 1 | New York Yankees  | 92       | 70        | .568  | -     |
| 2 | Baltimore Orioles | 88       | 74        | .543  | 4.0   |
| 3 | Boston Red Sox    | 85       | 77        | .525  | 7.0   |
| 4 | Toronto Blue Jays | 74       | 88        | .457  | 18.0  |
| 5 | Detroit Tigers    | 53       | 109       | .327  | 39.0  |

#### Central Division
| # | Squadra            | Vittorie | Sconfitte | Perc. | Diff. |
| - | ------------------ | -------- | --------- | ----- | ----- |
| 1 | Cleveland Indians  | 99       | 62        | .615  | -     |
| 2 | Chicago White Sox  | 85       | 77        | .525  | 14.5  |
| 3 | Milwaukee Brewers  | 80       | 82        | .494  | 19.5  |
| 4 | Minnesota Twins    | 78       | 84        | .481  | 21.5  |
| 5 | Kansas City Royals | 75       | 86        | .466  | 24.0  |

#### West Division
| # | Squadra           | Vittorie | Sconfitte | Perc. | Diff. |
| - | ----------------- | -------- | --------- | ----- | ----- |
| 1 | Texas Rangers     | 90       | 72        | .556  | -     |
| 2 | Seattle Mariners  | 85       | 76        | .528  | 4.5   |
| 3 | Oakland Athletics | 78       | 84        | .481  | 12.5  |
| 4 | California Angels | 70       | 91        | .435  | 19.5  |

|  | Vincitore Division |
|  | Wild Card          |

### National League

#### East Division
| # | Squadra               | Vittorie | Sconfitte | Perc. | Diff. |
| - | --------------------- | -------- | --------- | ----- | ----- |
| 1 | Atlanta Braves        | 96       | 66        | .593  | -     |
| 2 | Montreal Expos        | 88       | 74        | .543  | 8.0   |
| 3 | Florida Marlins       | 80       | 82        | .494  | 16.0  |
| 4 | New York Mets         | 71       | 91        | .438  | 25.0  |
| 5 | Philadelphia Phillies | 67       | 95        | .414  | 29.0  |

#### Central Division
| # | Squadra             | Vittorie | Sconfitte | Perc. | Diff. |
| - | ------------------- | -------- | --------- | ----- | ----- |
| 1 | St. Louis Cardinals | 88       | 74        | .543  | -     |
| 2 | Houston Astros      | 82       | 80        | .506  | 6.0   |
| 3 | Cincinnati Reds     | 81       | 81        | .500  | 7.0   |
| 4 | Chicago Cubs        | 76       | 86        | .469  | 12.0  |
| 5 | Pittsburgh Pirates  | 73       | 89        | .451  | 15.0  |

#### West Division
| # | Squadra              | Vittorie | Sconfitte | Perc. | Diff. |
| - | -------------------- | -------- | --------- | ----- | ----- |
| 1 | San Diego Padres     | 91       | 71        | .562  | -     |
| 2 | Los Angeles Dodgers  | 90       | 72        | .556  | 1.0   |
| 3 | Colorado Rockies     | 83       | 79        | .512  | 8.0   |
| 4 | San Francisco Giants | 68       | 94        | .420  | 23.0  |

|  | Vincitore Division |
|  | Wild Card          |

### Record Individuali

#### American League
| Stat. | Giocatore           | Squadra           | Totale |
| ----- | ------------------- | ----------------- | ------ |
| AVG   | Alexander Rodriguez | Seattle Mariners  | .358   |
| HR    | Mark McGwire        | Oakland Athletics | 52     |
| RBI   | Albert Belle        | Cleveland Indians | 148    |
| R     | Alexander Rodriguez | Seattle Mariners  | 141    |
| H     | Paul Molitor        | Minnesota Twins   | 225    |
| SB    | Kenny Lofton        | Cleveland Indians | 75     |

| Stat. | Giocatore      | Squadra           | Totale |
| ----- | -------------- | ----------------- | ------ |
| W     | Andy Pettitte  | New York Yankees  | 21     |
| L     | Jim Abbott     | California Angels | 18     |
| ERA   | Juan Guzman    | Toronto Blue Jays | 2.93   |
| K     | Roger Clemens  | Boston Red Sox    | 257    |
| IP    | Pat Hentgen    | Toronto Blue Jays | 265 ⅔  |
| SV    | John Wetteland | New York Yankees  | 43     |

#### National League
| Stat. | Giocatore        | Squadra          | Totale |
| ----- | ---------------- | ---------------- | ------ |
| AVG   | Tony Gwynn       | San Diego Padres | .353   |
| HR    | Andres Gallaraga | Colorado Rockies | 47     |
| RBI   | Andres Gallaraga | Colorado Rockies | 150    |
| R     | Ellis Burks      | Colorado Rockies | 142    |
| H     | Lance Johnson    | New York Mets    | 227    |
| SB    | Eric Young       | Colorado Rockies | 53     |

| Stat. | Giocatore      | Squadra             | Totale |
| ----- | -------------- | ------------------- | ------ |
| W     | John Smoltz    | Atlanta Braves      | 24     |
| L     | Frank Castillo | Chicago Cubs        | 16     |
| L     | Pat Rapp       | Florida Marlins     | 16     |
| ERA   | Kevin Brown    | Florida Marlins     | 1.89   |
| K     | John Smoltz    | Atlanta Braves      | 276    |
| IP    | John Smoltz    | Atlanta Braves      | 253 ⅔  |
| SV    | Todd Worrell   | Los Angeles Dodgers | 44     |
| SV    | Jeff Brantley  | Cincinnati Reds     | 44     |

## Post Season
|  | Division Series | Division Series     | Division Series     |                |                   | League Championship Series | League Championship Series | League Championship Series |  |  | World Series | World Series     | World Series |
|  |                 |                     |                     |                |                   |                            |                            |                            |  |  |              |                  |              |
|  | 2               | New York Yankees    | 3                   |                |                   |                            |                            |                            |  |  |              |                  |              |
|  | 3               | Texas Rangers       | 1                   |                |                   |                            |                            |                            |  |  |              |                  |              |
|  | 3               | Texas Rangers       | 1                   |                | 2                 | New York Yankees           | 4                          |                            |  |  |              |                  |              |
|  |                 |                     |                     |                | 2                 | New York Yankees           | 4                          |                            |  |  |              |                  |              |
|  |                 | 4                   | Baltimore Orioles   | 1              |                   |                            |                            |                            |  |  |              |                  |              |
|  | 4               | 4                   | Baltimore Orioles   | 1              | Baltimore Orioles | 3                          |                            |                            |  |  |              |                  |              |
|  | 4               |                     |                     |                | Baltimore Orioles | 3                          |                            |                            |  |  |              |                  |              |
|  | 1               | Cleveland Indians   | 1                   |                |                   |                            |                            |                            |  |  |              |                  |              |
|  |                 |                     |                     |                |                   |                            |                            |                            |  |  | AL           | New York Yankees | 4            |
|  |                 |                     | NL                  | Atlanta Braves | 2                 |                            |                            |                            |  |  |              |                  |              |
|  | 1               | Atlanta Braves      | 3                   |                |                   |                            |                            |                            |  |  |              |                  |              |
|  | 4               | Los Angeles Dodgers | 0                   |                |                   |                            |                            |                            |  |  |              |                  |              |
|  | 4               | Los Angeles Dodgers | 0                   |                | 1                 | Atlanta Braves             | 4                          |                            |  |  |              |                  |              |
|  |                 |                     |                     |                | 1                 | Atlanta Braves             | 4                          |                            |  |  |              |                  |              |
|  |                 | 3                   | St. Louis Cardinals | 3              |                   |                            |                            |                            |  |  |              |                  |              |
|  | 2               | 3                   | St. Louis Cardinals | 3              | San Diego Padres  | 0                          |                            |                            |  |  |              |                  |              |
|  | 2               |                     |                     |                | San Diego Padres  | 0                          |                            |                            |  |  |              |                  |              |
|  | 3               | St. Louis Cardinals | 3                   |                |                   |                            |                            |                            |  |  |              |                  |              |

### Division Series
American League
| Data                                  | Squadra di casa  | Squadra ospite   | Ris.  |
| ------------------------------------- | ---------------- | ---------------- | ----- |
| 01/10                                 | New York Yankees | Texas Rangers    | 2 - 6 |
| 02/10                                 | New York Yankees | Texas Rangers    | 5 - 4 |
| 04/10                                 | Texas Rangers    | New York Yankees | 2 - 3 |
| 05/10                                 | Texas Rangers    | New York Yankees | 4 - 6 |
| New York Yankees vincono la serie 3-1 |                  |                  |       |

| Data                                   | Squadra di casa   | Squadra ospite    | Ris.   |
| -------------------------------------- | ----------------- | ----------------- | ------ |
| 01/10                                  | Baltimore Orioles | Cleveland Indians | 10 - 4 |
| 02/10                                  | Baltimore Orioles | Cleveland Indians | 7 - 4  |
| 04/10                                  | Cleveland Indians | Baltimore Orioles | 9 - 4  |
| 05/10                                  | Cleveland Indians | Baltimore Orioles | 3 - 4  |
| Baltimore Orioles vincono la serie 3-1 |                   |                   |        |

National League
| Data                                | Squadra di casa     | Squadra ospite      | Ris.  |
| ----------------------------------- | ------------------- | ------------------- | ----- |
| 02/10                               | Los Angeles Dodgers | Atlanta Braves      | 1 - 2 |
| 03/10                               | Los Angeles Dodgers | Atlanta Braves      | 2 - 3 |
| 05/10                               | Atlanta Braves      | Los Angeles Dodgers | 5 - 2 |
| Atlanta Braves vincono la serie 3-0 |                     |                     |       |

| Data                                     | Squadra di casa     | Squadra ospite      | Ris.  |
| ---------------------------------------- | ------------------- | ------------------- | ----- |
| 01/10                                    | St. Louis Cardinals | San Diego Padres    | 3 - 1 |
| 03/10                                    | St. Louis Cardinals | San Diego Padres    | 5 - 4 |
| 05/10                                    | San Diego Padres    | St. Louis Cardinals | 5 - 7 |
| St. Louis Cardinals vincono la serie 3-0 |                     |                     |       |

### League Championship Series
American League
| Data                                  | Squadra di casa   | Squadra ospite    | Ris.  |
| ------------------------------------- | ----------------- | ----------------- | ----- |
| 09/10                                 | New York Yankees  | Baltimore Orioles | 5 - 4 |
| 10/10                                 | New York Yankees  | Baltimore Orioles | 3 - 5 |
| 11/10                                 | Baltimore Orioles | New York Yankees  | 2 - 5 |
| 12/10                                 | Baltimore Orioles | New York Yankees  | 4 - 8 |
| 13/10                                 | Baltimore Orioles | New York Yankees  | 4 - 6 |
| New York Yankees vincono la serie 4-1 |                   |                   |       |

National League
| Data                                | Squadra di casa     | Squadra ospite      | Ris.   |
| ----------------------------------- | ------------------- | ------------------- | ------ |
| 09/10                               | Atlanta Braves      | St. Louis Cardinals | 4 - 2  |
| 10/10                               | Atlanta Braves      | St. Louis Cardinals | 3 - 8  |
| 12/10                               | St. Louis Cardinals | Atlanta Braves      | 3 - 2  |
| 13/10                               | St. Louis Cardinals | Atlanta Braves      | 4 - 3  |
| 14/10                               | St. Louis Cardinals | Atlanta Braves      | 0 - 14 |
| 16/10                               | Atlanta Braves      | St. Louis Cardinals | 3 - 1  |
| 17/10                               | Atlanta Braves      | St. Louis Cardinals | 15 - 0 |
| Atlanta Braves vincono la serie 4-3 |                     |                     |        |

### World Series
| Data                                  | Squadra di casa  | Squadra ospite   | Ris.   |
| ------------------------------------- | ---------------- | ---------------- | ------ |
| 20/10                                 | New York Yankees | Atlanta Braves   | 1 - 12 |
| 21/10                                 | New York Yankees | Atlanta Braves   | 0 - 4  |
| 22/10                                 | Atlanta Braves   | New York Yankees | 2 - 5  |
| 23/10                                 | Atlanta Braves   | New York Yankees | 6 - 8  |
| 24/10                                 | Atlanta Braves   | New York Yankees | 0 - 1  |
| 26/10                                 | New York Yankees | Atlanta Braves   | 3 - 2  |
| New York Yankees vincono la serie 4-2 |                  |                  |        |

## Campioni
| World Series 1996 New York Yankees Ventitreesimo titolo |

## Premi
- Miglior giocatore della Stagione

|    | Giocatore     | Squadra          |
| -- | ------------- | ---------------- |
| AL | Juan González | Texas Rangers    |
| NL | Ken Caminiti  | San Diego Padres |

- Rookie dell'anno

|    | Giocatore          | Squadra             |
| -- | ------------------ | ------------------- |
| AL | Derek Jeter        | New York Yankees    |
| NL | Todd Hollandsworth | Los Angeles Dodgers |

- Miglior giocatore delle World Series

| Giocatore      | Squadra          |
| -------------- | ---------------- |
| John Wetteland | New York Yankees |